# Нічна ящірка
Нічна ящірка (Xantusia) — рід сцинкоподібних ящірок родини нічних ящірок (Xantusiidae). Представники цього роду мешкають в Мексиці і США. Рід названий на честь угорського зоолога Яноша Ксантуша.

## Опис
Загальна довжина нічних ящірок становить 12—13 см. Верхня частина тіла у них коричнева, поцяткована численними темними плямками, нижня частина тіла світліша. коричневий з численними плямочками темного кольору. Черево дещо світліше. Тулуб стиснутий, кінцівки добре розвинуті. Голова вкрита щільними лусками. Хвіст короткий, має здатність ламатися.
Нічні ящірки поширені на південному заході США та на півночі Мексики. Вони живуть в лісах, чагарниках та на луках. Ведуть нічний спосіб життя, живляться комахами та іншими дрібними безхребетними. Яйцеживородні або живородні, самиці народжують до 7 дитинчат.

## Види
Рід Xantusia нараховує 14 видів:
- Xantusia arizonae Klauber, 1931
- Xantusia bezyi Papenfuss, Macey & J.A. Schulte, 2001
- Xantusia bolsonae Webb, 1970
- Xantusia extorris Webb, 1965
- Xantusia gilberti Van Denburgh, 1895
- Xantusia gracilis Grismer & Galvan, 1986
- Xantusia henshawi Stejneger, 1893
- Xantusia jaycolei R. Bezy, K. Bezy & Bolles, 2008
- Xantusia riversiana Cope, 1883
- Xantusia sanchezi R. Bezy & Flores-Villela, 1999
- Xantusia sherbrookei R. Bezy, K. Bezy & Bolles, 2008
- Xantusia sierrae R. Bezy, 1967
- Xantusia vigilis Baird, 1859
- Xantusia wigginsi Savage, 1952